# Игњат Јунг
Игњат Јунг (1860 — 1915) био је први сремски археолог. Као аматер, прикупљао је податке и, заједно са детаљним цртежима, слао их часопису Вјесник хрватског археолошког друштва. Након рушења античког, сирмијумског аквадукта, из протеста је напустио посао учитеља, породицу и Митровицу и отишао у непознатом правцу.
Јунг је најзаслужнији што постоје подаци о (сада уништеним) античким локалитетима у околини Сремске Митровице.